# Petrus Elias Norman
Petrus Elias Norman, född 3 oktober 1723 i maria Magdalena församling, Stockholm, död 15 december 1800 i Ösmo församling, var en svensk präst.

## Biografi
Petrus Elias Norman föddes 1723 i Maria Magdalena församling, Stockholm. Han var son till hökaren Erik Norman och Christina Biörck. Norman blev 18 januari 1744 student vid Uppsala universitet och var medlem i Södermanlands nation. Han prästvigdes 29 juni 1749 i Strängnäs domkyrka till komministeradjunkt i Maria Magdalena församling och föreslogs 1752 till komminister i Ulrika Eleonora församling. Norman avlade 8 juli 1757 pastoralexamen i Strängnäs och föreslogs 1759 till kyrkoherde i Danviks hospital och Sicklaö församling. Han blev 14 oktober 1760 komminister i Ulrika Eleonora församling, tillträdde 1 maj 1761 och föreslogs 1765 till komminister i Nikolai församling, Stockholm. Norman blev 15 september 1773 kyrkoherde i Ösmo församling, tillträdde 1 maj 1775. Han avled 1800 i Ösmo församling.
Under religionsprocessen mot kyrkoherden Anders Carl Rutström i Hedvig Eleonora församling, var Norman vittne och angivare. Han var även under en tid informator åt Johan Arent Bellman och tros ha gett upphov till Carl Michael Bellmans sång Mäster Petrus från det helga höga.

## Familj
Norman gifte sig 25 november 1760 i Ulrika Eleonora församling, Stockholm med Catharina Hjortsberg (1733–1794), dotter till kyrkoherden Jonas Hjortsberg i Kjula församling och Anna Maria Hultstedt. De fick tillsammans barnen Maria Christina Norman (1761–1831) som var gift med komministern Christopher Ökner i Österhaninge församling, Anna Norman (1763–1817) som var gift med gravören Lorentz Fremberg, Hedvig Catharina Norman (1765–1820) som var gift med kofferdikaptenen Carl Fredrik bergman, Clara Norman (1768–1769), Elisabeth Norman (1768–1769), Clara Norman (1773–1808) som var gift med kyrkoherden Sven Schöldberg i Västerhaninge församling och Elisabeth Norman (1773–1839) som var gift med komministern Petrus Stagnell i Runtuna församling.